# Kirchsahr
Kirchsahr ist eine Ortsgemeinde im Landkreis Ahrweiler in Rheinland-Pfalz. Sie gehört der Verbandsgemeinde Altenahr an.

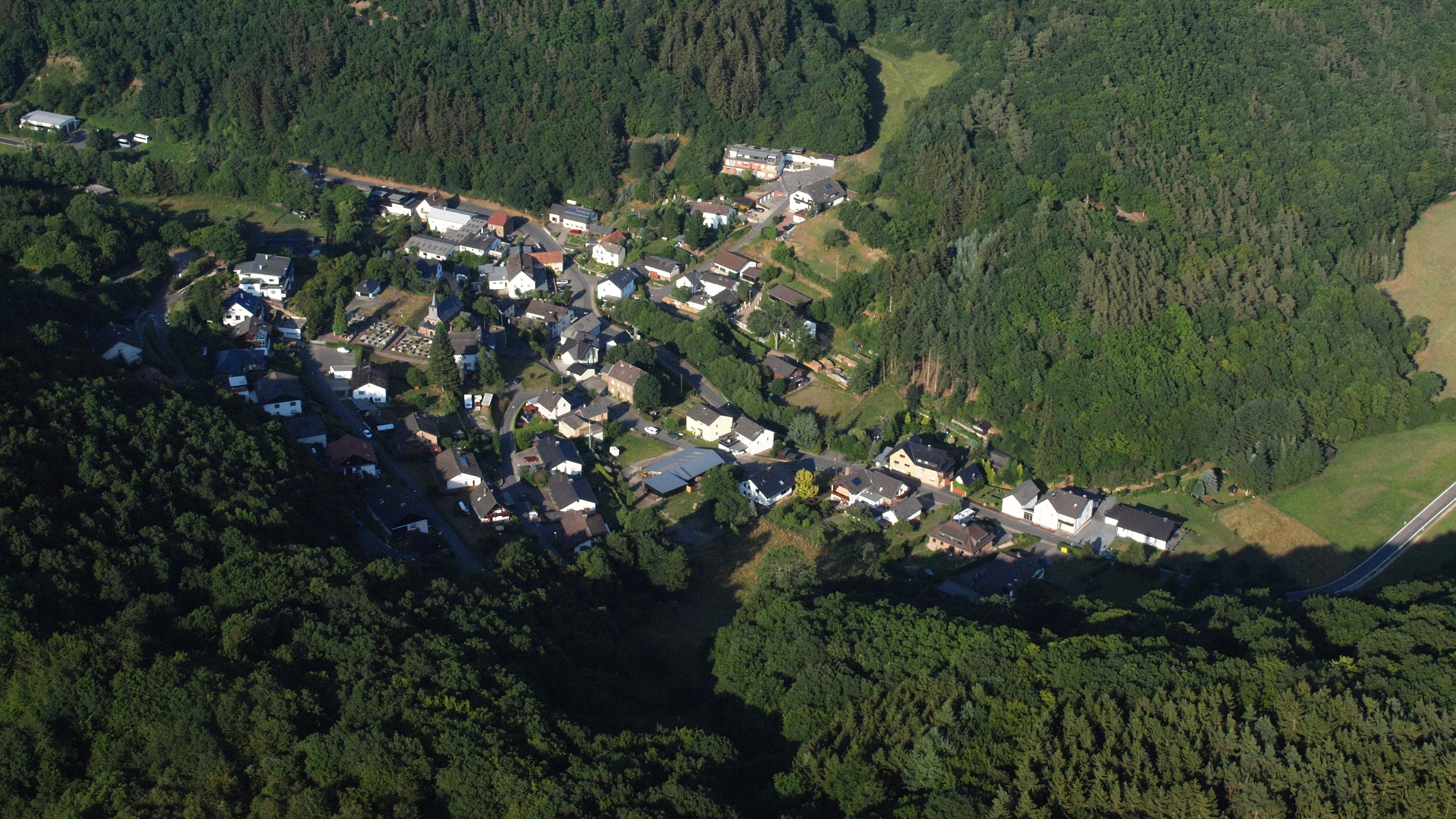
Kirchsahr, Luftaufnahme (2015)

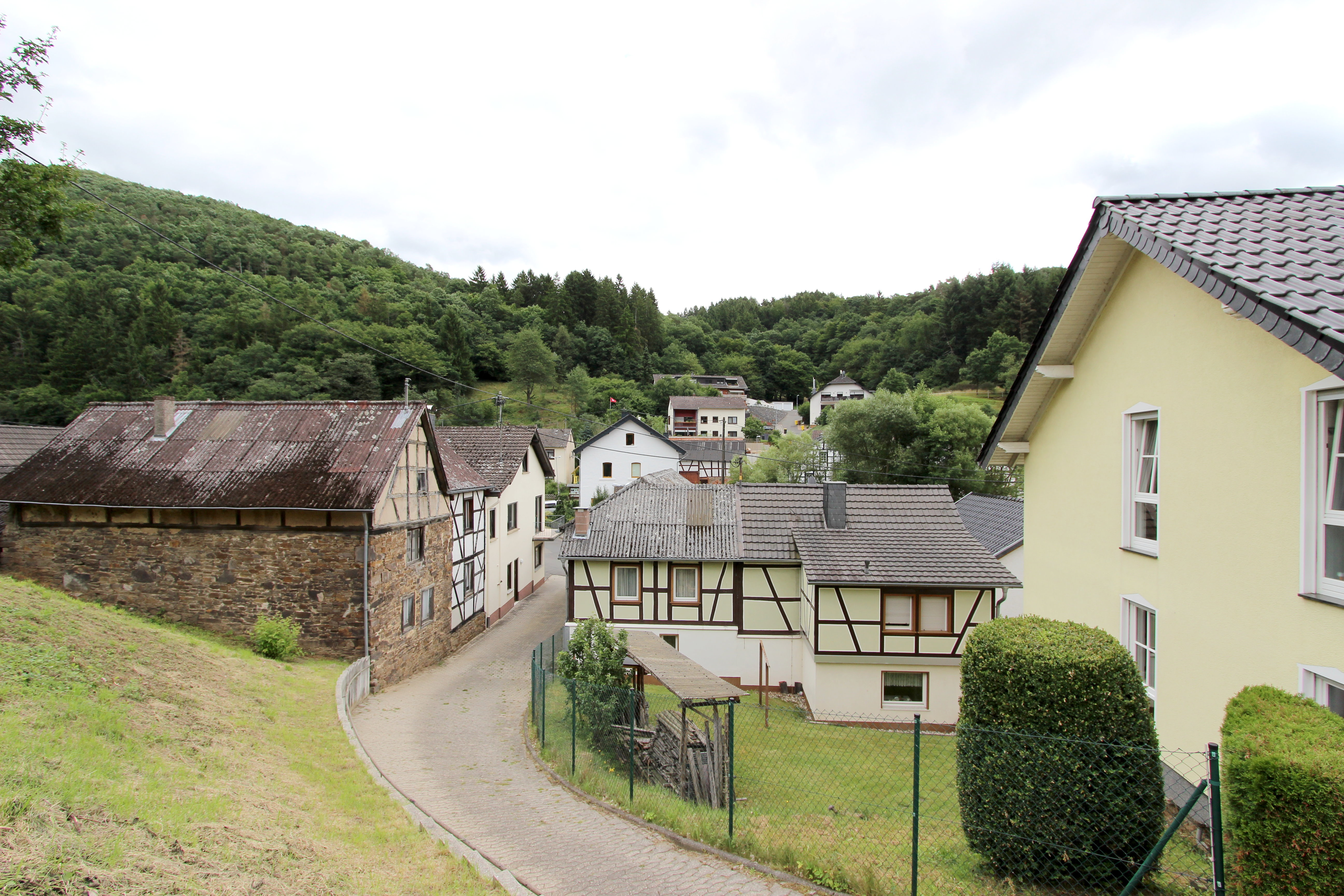
Ortskern von Kirchsahr

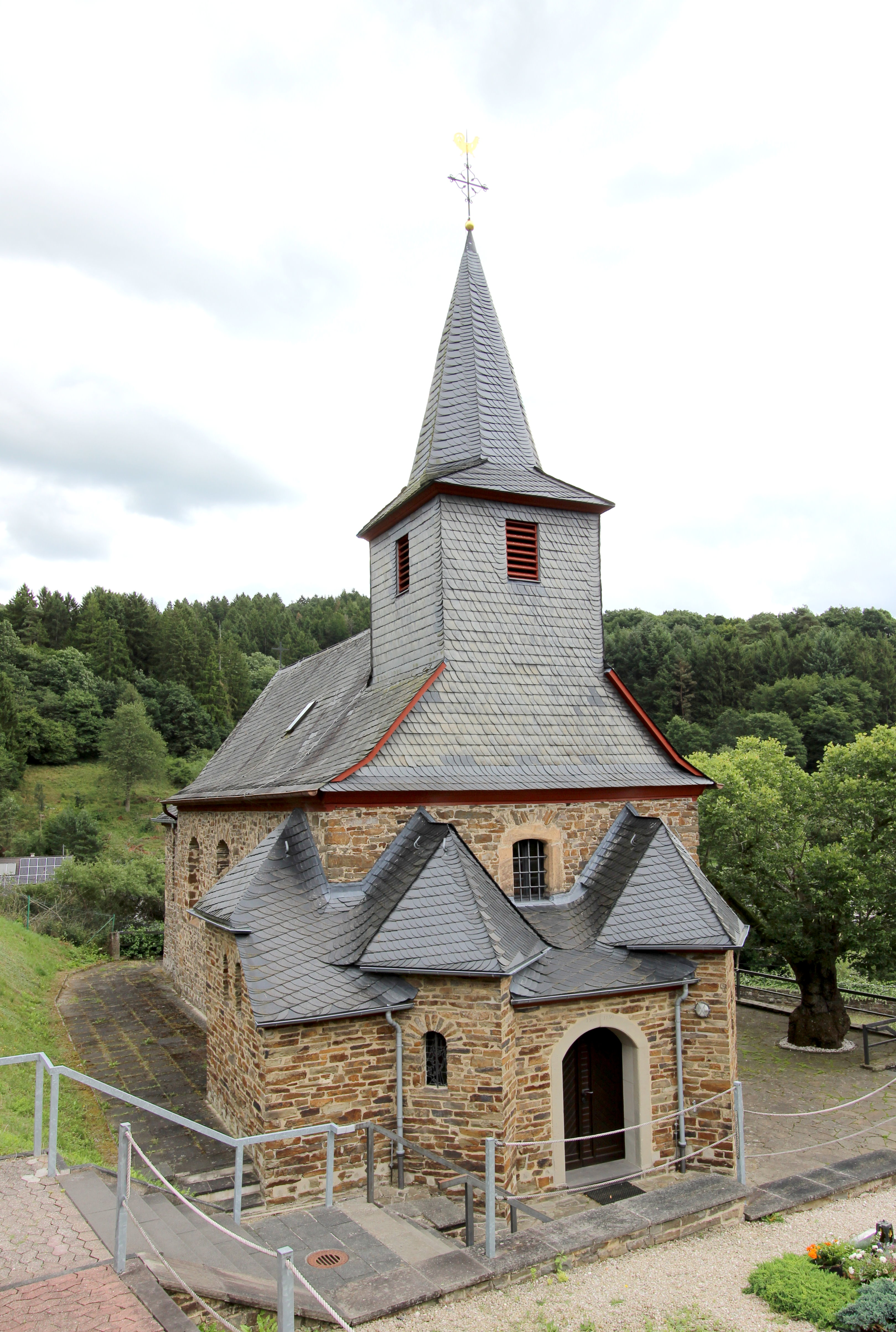
Sankt Martin in Kirchsahr

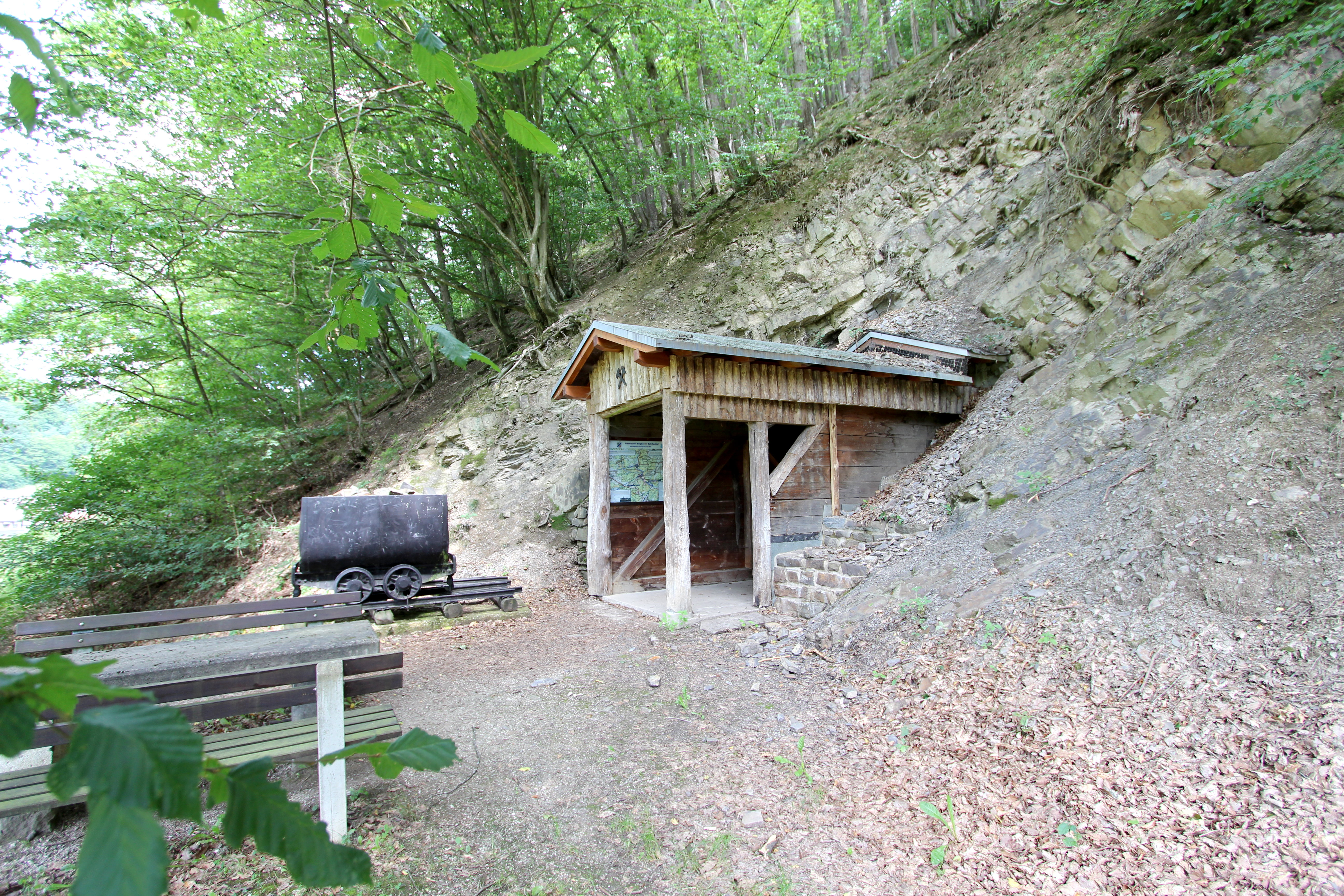
Gretelstollen in Binzenbach

## Geographie
Kirchsahr besteht aus den Ortsteilen Kirchsahr, Binzenbach, Burgsahr, Hürnig und Winnen. Während Kirchsahr, Binzenbach und Burgsahr im tief eingeschnittenen Sahrtal liegen, befindet sich Winnen auf einer Hochfläche nördlich des Tals und Hürnig etwas abseits im Süden am Ortsrand von Plittersdorf.
Oberhalb von Kirchsahr liegt der bereits in Nordrhein-Westfalen liegende Hochthürmerberg.
Kirchsahr liegt unmittelbar an der Grenze zu Nordrhein-Westfalen.
Durch Kirchsahr fließt der Sahrbach, im Ortsteil Binzenbach mündet ein Zufluss, der Effelsberger Bach.

## Geschichte
Die heutige Ortsgemeinde Kirchsahr wurde Mitte des 10. Jahrhunderts erstmals als „Sarna in pago Bunnoniensi“ (im Bonngau) urkundlich erwähnt. Der Historiker Beyer ordnete diese undatierte Urkunde dem Jahr 948 zu. Die Ortsgemeinde Kirchsahr nimmt dagegen das, auch mögliche, Jahr 964 an und feierte 1964 ihr 1000-jähriges Bestehen. Der Ort „Sarne“ wurde 1266 als Sitz einer Pfarrkirche oder Pfarrei im kölnischen Dekanat Ahrgau genannt. Das Kirchspiel gehörte zum Besitz des Stiftes Münstereifel. Die Pfarrei Kirchsahr umfasste neben Kirchsahr die Ortschaften Houverath, Effelsberg, Plittersdorf, Binzenbach, Burgsahr, Härnig, Winnen. In den genannten Orten bestanden spätestens seit dem 16. Jahrhundert Filialen. Houverath wurde um 1500 eine eigenständige Pfarrei, Effelsberg im Jahre 1694.
Etwa von 1100 an gehörte das Gebiet von Kirchsahr zur Grafschaft Are und kam mit dieser 1246 an das Erzstift Köln, zu dem es landesherrlich bis Ende des 18. Jahrhunderts gehörte. 1794 kam der Ort zusammen mit dem gesamten linksrheinischen Gebiet zu Frankreich und 1815 zum Königreich Preußen.
Im Juli 2021 wurden Kirchsahr und viele Orte im Ahrtal vom Hochwasser in Teilen Europas getroffen.
Der Sahrbach stieg in kurzer Zeit bis zu einem Pegelstand von fünf bis sechs Metern an. Mancherorts oberhalb von Kirchsahr bildeten sich Aufstauungen an Hindernissen – wenn diese Hindernisse dann brachen, strömten Flutwellen durch Kirchsahr.
Statistik zur Einwohnerentwicklung
Die Entwicklung der Einwohnerzahl von Kirchsahr, die Werte von 1871 bis 1987 beruhen auf Volkszählungen:
| Jahr | Einwohner |
| ---- | --------- |
| 1815 | 214       |
| 1835 | 237       |
| 1871 | 158       |
| 1905 | 180       |
| 1939 | 248       |
| 1950 | 246       |
| 1961 | 240       |

| Jahr | Einwohner |
| ---- | --------- |
| 1970 | 325       |
| 1987 | 354       |
| 1997 | 405       |
| 2005 | 413       |
| 2011 | 365       |
| 2017 | 368       |
| 2023 | 353       |

## Politik

### Bürgermeister
Stefan Zavelberg wurde am 3. Juli 2019 Ortsbürgermeister von Kirchsahr. Da bei der Direktwahl am 26. Mai 2019 kein Bewerber angetreten war, oblag die Neuwahl des Ortsbürgermeisters dem Rat, der sich für Zavelberg entschied. Er wurde im Juni 2024 wiedergewählt.
Zavelsbergs Vorgänger Kai-Andre Köpcke war 2019 nicht erneut angetreten.

### Wappen
| Wappen von Kirchsahr | Blasonierung: „Im silbernen Schildhaupt ein schräglinker blauer Wellenbalken. Darüber im rechten oberen Schildteil ein vierarmiges Kreuz, jeweils in der Mitte eine runde Öffnung. Darunter im linken silbernen Schildteil die rote Krümme eines Bischofsstabes.“ |
| Wappen von Kirchsahr | Wappenbegründung: Das blaue Band symbolisiert den Sahrbach, der sich durch Kirchsahr in Richtung Altenahr schlängelt, um dort in die Ahr zu münden. Das schwarze Vortragekreuz mit Doppelbalken führt zurück in die Zeit des 13. bis 18. Jahrhundert. In dieser Zeit gehörte Kirchsahr dem Kollegiatstift Münstereifel bzw. dem Kurfürstentum Köln an. Die Bischofsstabkrümme steht als Hinweis auf den Ortspatron von Kirchsahr, St. Martin. |

Seit dem 31. August 1984 führt die Ortsgemeinde Kirchsahr das oben abgebildete Wappen.

## Kultur und Sehenswürdigkeiten
- Katholische Pfarrkirche St. Martin von 1729 (Besichtigung auf Anfrage)
- Triptychon in St. Martin. Ein auf Holz gemalter Flügelaltar aus der ersten Hälfte des 15. Jahrhunderts. Das Kunstwerk wird der Kölner Schule zugeordnet. Es zeigt in 19 Bildern das Leben und Leiden Jesu. (Näheres im Link oben unter der Beschreibung der Kirche St. Martin).
- Seltene „Türkenmadonna“ in St. Martin aus dem 17./18. Jahrhundert
- Burghaus im Ortsteil Burgsahr um 1600
- Der „Gretelstollen“ – ein historischer Bergbaustollen (⊙)
- Der „Alte Stollen“ – Bergbaustollen, der bis auf 30 m tiefe begehbar ist (⊙)
- Wanderstrecken in und um Kirchsahr[12][13][14]
- In der Nähe von Kirchsahr befindet sich das bekannte Radioteleskop Effelsberg.

Siehe auch: Liste der Kulturdenkmäler in Kirchsahr

## Wirtschaft und Infrastruktur
Kirchsahr verfügt mitten im Ort über ein Privathotel mit Restaurant der 3-Sterne-Kategorie.
Ein weiteres Privathotel mit Restaurant existiert im Ortsteil Binzenbach.
Die Gemeinde ist durch die Landesstraßen 76 und 77 erschlossen.

## Persönlichkeiten
- Jakob Isbert (1846–1888), im Kulturkampf engagierter Priester